# Beneficij
Beneficij ili nadarje jesu crkva i njezin posjed kojim upravljaju osnivači. Prihodom s posjeda financiraju se izgradnja i održavanje crkve te uzdržavaju svećenici (nadarbenici, beneficijati). Beneficiji se pojavljuju u ranom srednjem vijeku, a ukinuti su početkom 19. stoljeća.

## Kaštelanskibeneficiji
Hrvatski plemenitaši didići osnivaju svoje beneficije (nadarja) u Kaštelanskom polju: Sv. Ivan (sv. Marta) u Bijaćima, Sv. Juraj od Žestinja, Stomorija, Sv. Mihovil od Lažana, Sv. Martin od Kruševika. Zbog opasnosti od Turaka stanovništvo napušta potkozjačka sela. Izbjeglice se sele u nova naselja uz more, pod okrilje kaštela, prenoseći svoje beneficije u nova naselja. U Kaštelima su za vrijeme mletačke vlasti bila najvažnija tri beneficija: Stomorija, Sv. Ivan od Birnja i Sv. Mihovil i Martin. Izbor beneficijata Stomorije obavljao se u trogirskim i splitskim kaštelima te na otoku Drveniku sve do sredine 17. stoljeća, a nakon toga samo u trogirskim kaštelima. Izbor beneficijata Sv. Ivana od Birnja vršio se samo u trogirskim kaštelima. U izboru beneficijata Sv. Mihovila i Martina sudjelovali su stanovnici Gomilice, Kambelovca i Lukšića. Beneficijat ili nadarbenik morao je biti potomak prvih osnivača, didića. On je imao znatne prihode od imanja, a redovito je bio župnik u jednom od Kaštela. Jednom godišnje častio je svoje izbornike (juspatrone) na dan patrona (zaštitnika) beneficija obilnim ručkom, koji se zvao didiština. Rijetki gospodari kaštela (naselja) stekli su to pravo. Vjerojatno je i to jedan od razloga što su crkve izgrađivane izvan utvrđenih sela koja su bila plemićki feud. U splitskim kaštelima seljaci su uspjeli očuvati svoja prava, za razliku od trogirskih, gdje su s vremenom ta prava prisvojili gospodari kaštela.